# The Jump Off
The Jump Off – pierwszy singel raperki Lil’ Kim, promujący jej trzeci album studyjny „La Bella Mafia”. Piosenkę wydano 28 stycznia 2003. Gościnnie w piosence występuje Mr. Cheeks. Singel zadebiutował na #3 miejscu w Top 5 i uzyskał certyfikat platyny.

## Pozycje
| Lista (2003)                  | Pozycje |
| ----------------------------- | ------- |
| Australian ARIA Singles Chart | 29      |
| Belgian Singles Chart         | 17      |
| Dutch Singles Chart           | 20      |
| German Singles Chart          | 6       |
| Italian Singles Chart         | 20      |
| Japan J-Wave Tokio Hot 100    | 54      |
| UK Singles Chart              | 10      |
| US Billboard Hot 100          | 3       |